# Vranovići (Czarnogóra)
Vranovići (cyr. Врановићи) – wieś w Czarnogórze, w gminie Kotor. W 2011 roku liczyła 133 mieszkańców.